# Доісторична археологія
Доісторична археологія — підгалузь археології, яка займається конкретно артефактами, культурами та іншими матеріалами спільнот, які існували до будь-якої форми писемності чи історичних записів. Часто поле зосереджується на таких епохах, як кам'яна доба, бронзова доба і залізна доба, хоча воно також охоплює такі періоди, як неоліт. Вивчення доісторичної археології відображає культурні проблеми сучасного суспільства, показуючи тлумачення часу між економічним зростанням і політичною стабільністю. Це пов'язано з іншими дисциплінами, такими як геологія, біологія, антропологія, історіографія та палеонтологія, хоча існують помітні відмінності між предметами, які вони вивчають, щоб зрозуміти; минуле, органічне чи неорганічне, або життя людей. Доісторичну археологію також іноді називають антропологічною археологією через її непрямі сліди зі складними закономірностями.

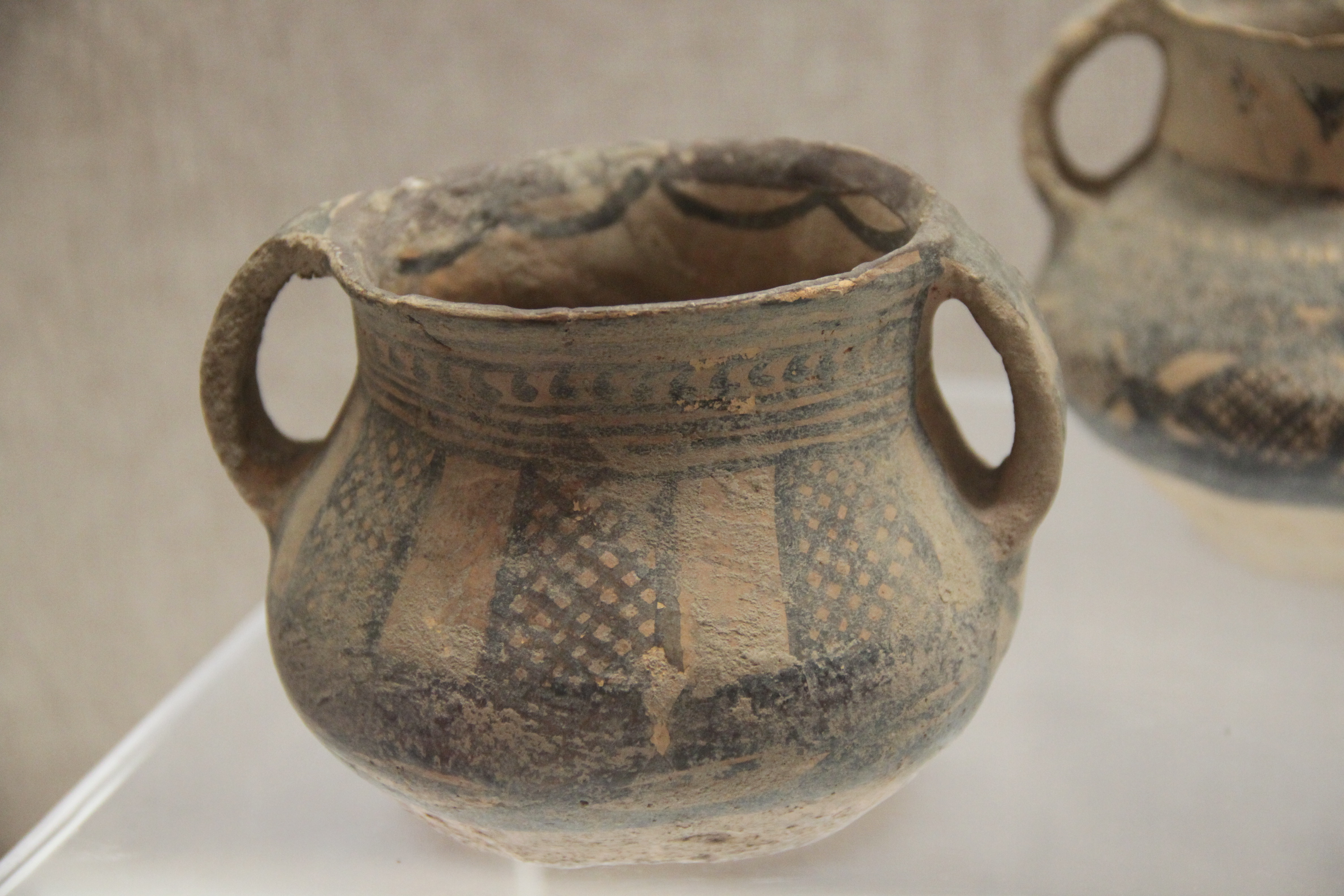
Неолітична кераміка

Через унікальну природу доісторичної археології, яка полягає в тому, що письмові джерела не можуть бути використані для вивчення суспільств, на яких вона зосереджується, предметом дослідження є виключно матеріальні рештки, оскільки вони є єдиними доступними доказами, які можна відстежити. Матеріальні докази включають глиняний посуд, поховальний інвентар, рештки людей і тварин, такі як кістки, ювелірні та декоративні вироби, а також багато інших артефактів. Підгалузь існує щонайменше з кінця 1820-х або початку 1830-х років і зараз є повністю визнаною та окремою галуззю археології. Інші галузі археології включають; Класична археологія, близькосхідна археологія — також відома як біблійна археологія, історична археологія, підводна археологія та багато інших, кожна з яких працює над відновленням нашого розуміння всього, починаючи з давнього минулого аж до сучасності. На відміну від конкретних галузей археології на континенті та території, таких як; Класична — яка вивчає саме середземноморський регіон і цивілізації Стародавньої Греції та Стародавнього Риму в античності, галузь доісторичної археології не міститься на одному континенті. Таким чином, існує багато розкопок, пов'язаних з цим полем, які відбувалися і відбуваються по всьому світу, щоб виявити різні типи поселень і цивілізацій.
Не маючи історії, яка б надала докази назв, місць і мотивів, доісторичні археологи говорять про культури, яким можна дати лише довільні сучасні назви, пов'язані з розташуванням відомих окупаційних місць або використаних артефактів. Звичайно, набагато легше говорити про суспільства, ніж про окремих людей, оскільки ці люди минулого абсолютно анонімні в археологічних записах. Такий брак конкретної інформації означає, що доісторична археологія є суперечливою галуззю, і аргументи, які висуваються навколо неї, зробили багато для інформування археологічної теорії.

## Витоки
Доісторична археологія, як і багато інших галузей археології, приписується багатьом різним особам, тому точний і остаточний графік її створення важко представити. Витоки доісторичної археології були відзначені пошуком скарбів, також відомим як антикваріанство, і особи, які були залучені, не були зосереджені на наукових дослідженнях, оскільки межу між тим, коли галузь перейшла від збирання артефактів до законного дослідження, важко визначити. Перша згадка та використання слова доісторичний в археологічних термінах були в роботах Деніела Вілсона в 1851 році в його книзі «Археологія та доісторичні літописи Шотландії». Інший ранній випадок використання доісторичного в археології знаходиться в роботі Пола Турналя 1833 року, де він використовує поняття «доісторія», щоб описати свою роботу в Бізе-Мінервуа, розташованому на півдні Франції. Фраза доісторична археологія офіційно не стала англійським археологічним терміном до 1836 року, і далі, загальна тривікова система, створена Християном Юргенсеном Томсеном, яка класифікує європейську доісторичну хронологію, також була винайдена протягом цього року.

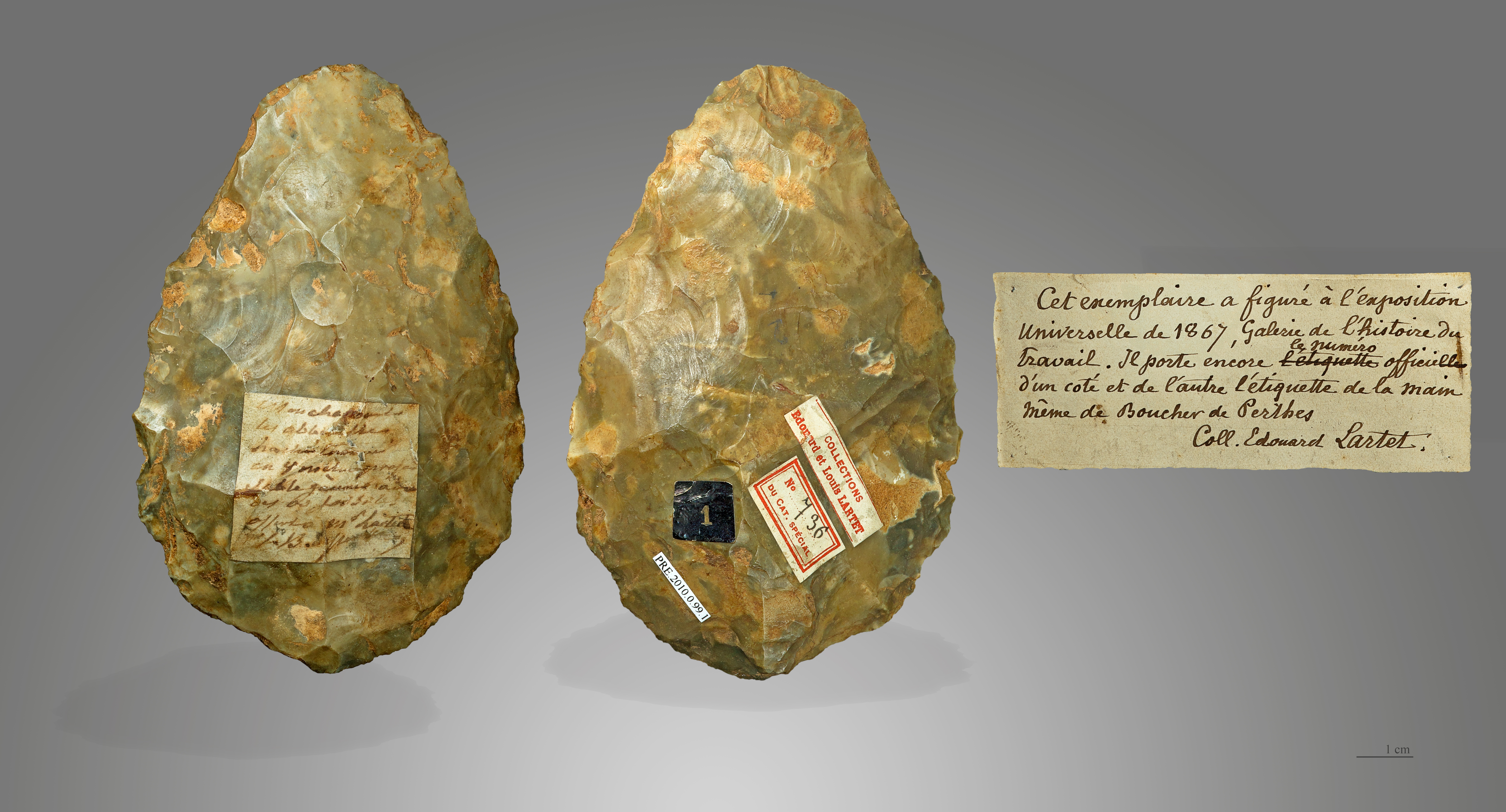
Двогранна сокира, знайдена Буше де Пертесом

Крім того, є ще три особи, які представляли різні польові школи, які, як вважається, розпочали перші розкопки, присвячені виключно вивченню доісторичної археології, приблизно в той самий час між 1820-ми та 1830-ми роками. Жак Буше де Перт — французький археолог, керівник польової школи в Аббевілі, який знайшов ручні сокири в річці Сомма, Єнс Якоб Асмуссен Ворсае — данський археолог, керівник польової школи в Копенгагені, який вивчав стратифіковані комплекси в Данії, та Джузеппе Скарабеллі — Італійський археолог, який очолював польову школу Імоли, який вивчав стратиграфію в Італії.

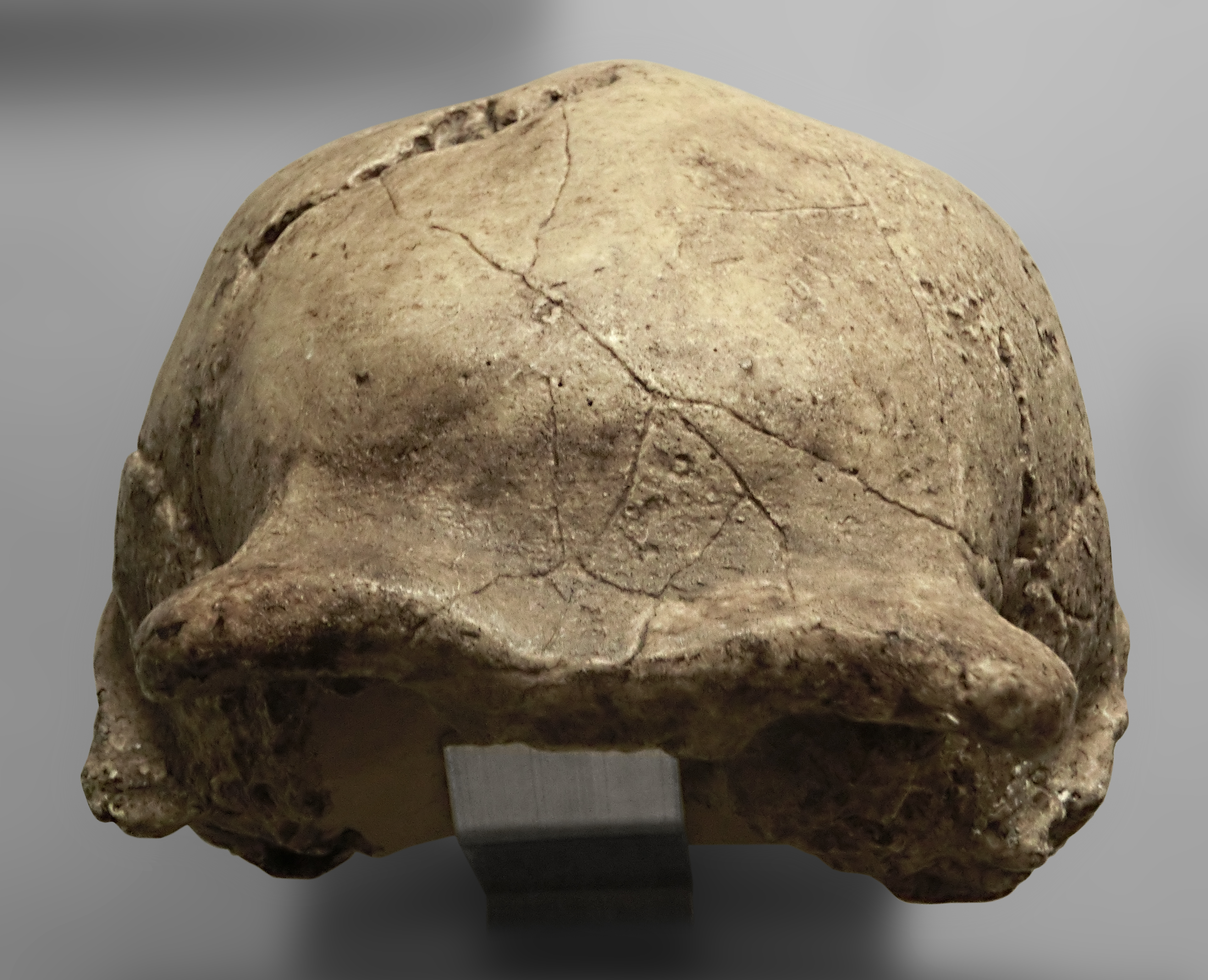
Зліпок скам'янілостей Homo erectus, знайдених у Чжоукоудяні

Окрім цих людей, на кожному континенті почали проводити розкопки і польові школи для вивчення власної передісторії в широкому діапазоні дат. Нижче наведено кілька прикладів, хоча це не повний перелік усіх країн, за континентальними регіонами. У Європі дослідження почалися в Англії з кількох осіб, таких як археолог-аматор Вільям Пенгеллі, який вивчав Кентську печеру приблизно в 1846 році, а в Туреччині розкопки конкретно доісторичних археологічних пам'яток почалися лише набагато пізніше, між 1980-ми і 1990-ми роками в регіоні Анатолія. В Азії та Австралазії доісторична археологія почалася в Китаї в 1920-х роках з роботи шведського археолога-аматора Йогана Ґуннара Андерссона, який виявив скам'янілості Homo erectus у печері Чжоукоудянь на південному заході Пекіна та розкопав Яншао в Хенані, в Індії розкопки почалися з робіт капітана Г. Конгреве в 1847 році, в Японії доісторична археологія, як її визначають за європейськими стандартами, почалася з праць німецького колекціонера Генріха фон Зібольда в 1869 р. — хоча внутрішній інтерес до доісторичної археології існував з 1700-х років, у В'єтнамі розкопки почалися в 1960 році, а в Австралії дисципліна археологія зміцнилася в 1960-70-х роках, що дозволило їй почати розширюватися та включати корінні народи та їхню спадщину. У Північній Америці археологічна розвідка почалася в Сполучених Штатах в середині 1800-х років, коли колективні інтереси до розкопок керувалися роботами Американського філософського товариства, Американського товариства антикварів і Смітсонівського інституту. У Канаді розкопки почалися в 1935 році, хоча лише в 1965 році вона повністю стала важливою галуззю археології. У Південній Америці в Аргентині розкопки почалися між 1880 і 1910 роками. В Африці дослідження доісторичних цивілізацій почалися приблизно в 1960-х і 70-х роках, а подальша доісторична археологія почала дослідження Близького Сходу в таких областях, як Іран, у 1884 році під час розкопок французів у Сузах.

## Аризначення
Мета доісторичної археології — дослідити і зрозуміти цивілізації, що існували до появи писемності, зокрема суспільства кам'яного, бронзового і залізного віку по всьому світу. На початку свого зародження доісторична археологія була зосереджена на зборі артефактів і скарбів для експонування в музеях і приватних колекціях, часто для того, щоб повернути багатство людині. Пізніше польові дослідження дозволили більш легітимно вивчати речові докази і дані, щоб з'ясувати такі важливі деталі, як: коли місцевість могла бути зайнята, хто там жив, якою діяльністю займався і, нарешті, що з ними сталося, що змусило їх покинути місцевість або зробило її непридатною для життя.

## Видатні археологи

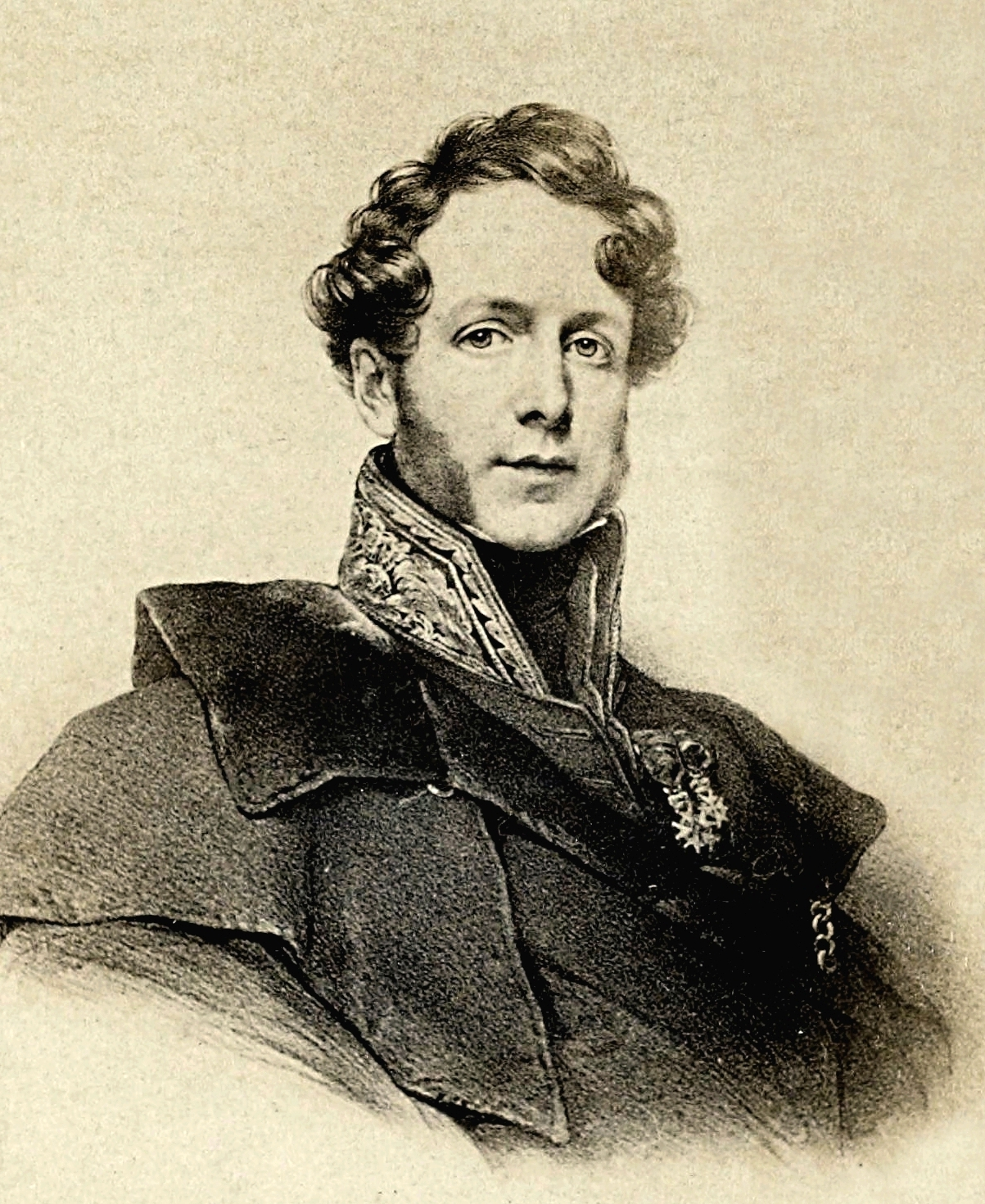
Буше де Пертес — французький археолог

Є безліч довірених минулих і нових доісторичних археологів, які присвятили час і зусилля, щоб відточити свою майстерність, щоб точно зрозуміти життя окремих людей і суспільств, які вони вивчають. Деякі з важливих фундаментальних археологів: Даніель Вілсон — канадійський археолог шотландського походження, який першим ввів термін «доісторичний» в археологічний контекст, Пол Турналь — французький археолог-аматор, Християн Юргенсен Томсен — данський антиквар, який класифікував тривікову систему, важливу для допомоги раннім європейським археологічним роботам, Жак Буше де Перт — французький археолог, який відкрив ручні сокири в річці Сомма, Єнс Якоб Асмуссен Ворсае — данський археолог, який вивчав стратифіковані комплекси в Данії, Джузеппе Скарабеллі — італійський археолог, який вивчав стратиграфію в Італії, та Вільям Пенгеллі — англійський археолог. Кожен з них зробив фундаментальний внесок у започаткування галузі доісторичної археології, визначивши, чим підгалузь відрізняється від археології.
Більш сучасні археологи, включно з Алі Умутом Тюркчаном, який керував розкопками в Чаталхойюку станом на 2022 рік, допомогли продовжити ці розробки в цій галузі, керуючи розкопками та вивчаючи матеріали, знайдені на місцях. Серед інших сучасних археологів: Пол Бан — британський археолог, який вивчає доісторичне наскальне мистецтво, Річард Бредлі — британський археолог, який спеціалізується на європейській доісторії та приділяє особливу увагу доісторичній Британії, Е.К.Л. Дюрін Касперс (також відома як Елізабет Крістіна Луїза Дюрін Касперс) — голландська археологиня, яка досліджувала доісторичну Месопотамію, Уфук Есін — турецький археолог, який спеціалізувався на доісторичній Анатолії, Пере Бош-Гімпера — мексиканський археолог іспанського походження, який вивчав доісторичну Іспанію, Лінн Ґолдштейн — американка, яка спеціалізується на доісторичній східній Північній Америці, Якоб Геєрлі — шведський археолог, який вивчав доісторичну Швецію, Луїза Стіл — британська археологиня яка зосередився на доісторичному Кіпрі, і Джойс Вайт — американська археологиня, яка спеціалізується на доісторичній Південно-Східній Азії. Є ще багато людей, важливість яких для продовження цієї галузі не була заявлена або визнана тут.

## Основні типи та розташування майданчиків

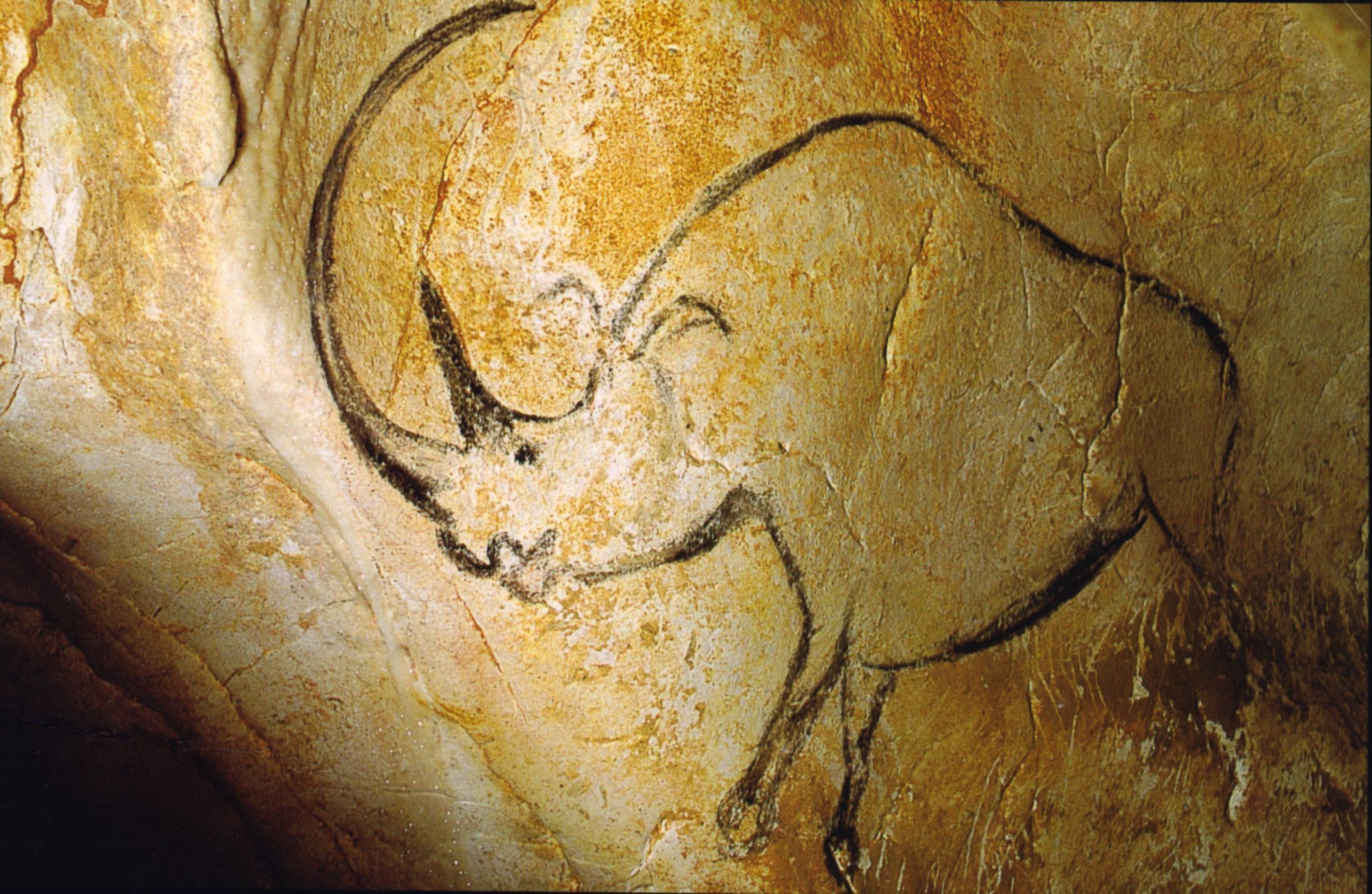
Печерний живопис гроту Носоріг у печері Шове

Деякі з основних типів місць включають ранні протоміста та протоміста-держави, поселення, храми та святилища поклоніння та печери. Визначити кожен із цих термінів археологічно; протомісто-держава — це велике місто чи село, яке існувало в епоху неоліту, його також класифікують за відсутністю центрального правління чи навмисної міської організації інфраструктури. Поселення — це територія, де люди проживали постійно або напівпостійно, натомість храми або святилища були місцями культових практик або поклоніння богам чи істотам, пов'язаним з певним народом, місця поклоніння в ранніх доісторичних місцях або періодах можуть також включають духовні сфери, що мають видатне релігійне значення без присутності безпосередньо пов'язаного божества. Печери — це захищені території, як правило, у скельних утвореннях, де окремі члени суспільства могли збиратися разом напівпостійно або постійно, щоб творити мистецтво, жити чи готувати їжу. Усі доісторичні археологічні пам'ятки повинні містити свідчення присутності людей — навіть якщо вони активно не жили на цій території або відвідували її зрідка, а також відсутність історичних записів у суспільстві. Не вважаються доісторичними пам'ятками місця, на яких мешканці могли записувати інформацію про себе.

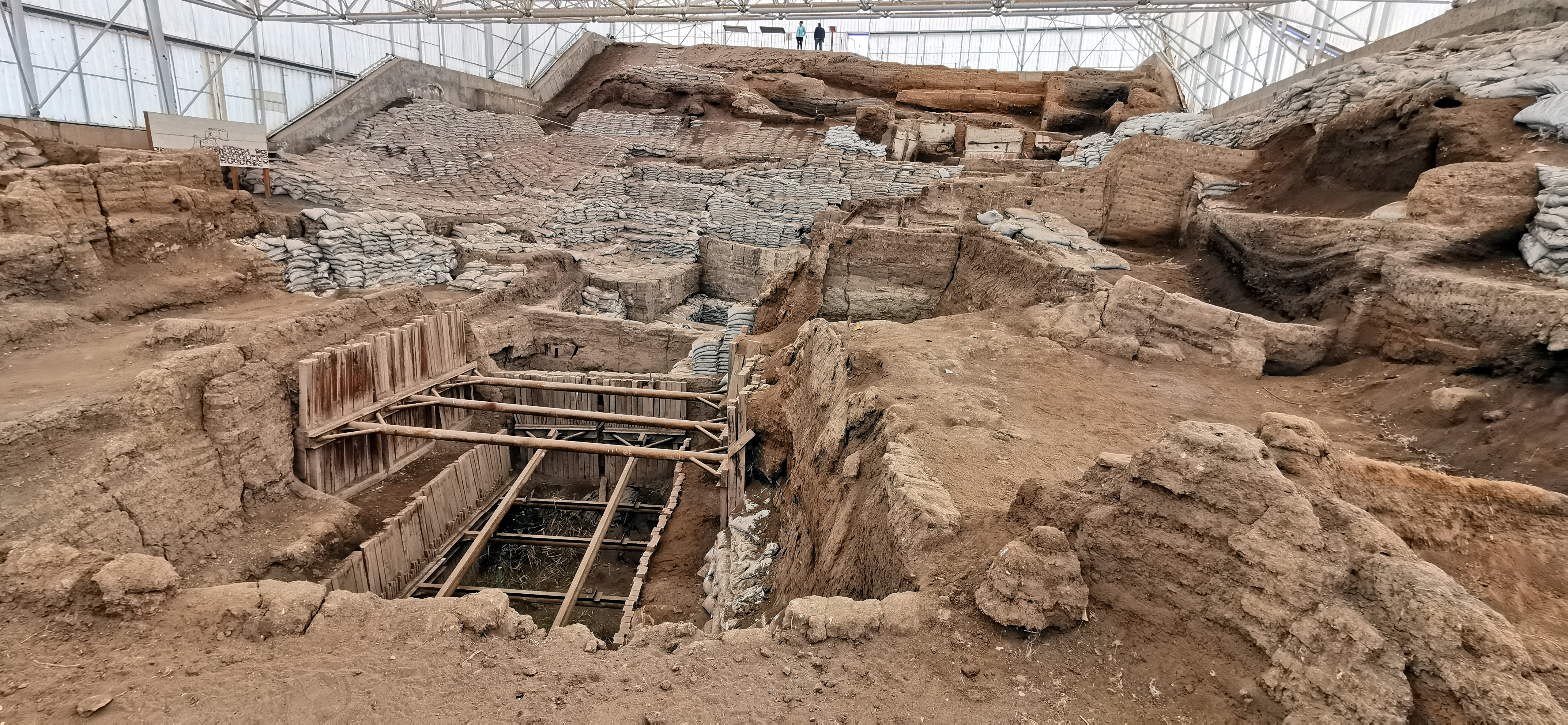
Доісторичні археологічні розкопки Чатал-Гьоюк

Доісторичні поселення розкидані по всьому світу, вони різняться за віком і розміром. Період, який охоплює доісторична археологія, — це найчастіше кам'яна, бронзова і залізна доба, у межах кожного з цих періодів глибоко досліджуються такі періоди, як неоліт у кам'яному віці. У Західній Європі доісторичний період закінчується римською колонізацією в 43 році нашої ери, у деяких нероманізованих областях цей період закінчується лише в V столітті нашої ери. Хоча в багатьох інших місцях, особливо в Єгипті (наприкінці третього проміжного періоду), він закінчується набагато раніше, а в інших, наприклад в Австралії, набагато пізніше. Деякі з основних місць, які вивчаються: Чатал-Гьоюк у Туреччині, печера Шове на півдні Франції, селище мезоліту Боулднор-Кліф у Великій Британії та Франхті у Греції та багато інших. Нові пам'ятки відкриваються регулярно, і їхнє значення для розуміння доісторичних людей продовжує поглиблювати наші знання про минуле.

## Методи дослідження та аналізу
Археологи використовують багато різних методів для дослідження артефактів і матеріалів, які можуть бути знайдені під час розкопок. Під час ранніх розкопок, присвячених пошуку скарбів, майже не приділялося уваги видаленню ґрунту, що покриває артефакти, або вилученню самих артефактів і матеріалів з місць розкопок, що могло призвести до руйнування матеріалів і поставити під загрозу деякі знайдені артефакти. Часто розкопки проводилися аматорами і мисливцями за скарбами, які не мали тих знань, якими ми володіємо зараз, про те, як безпечно вилучати артефакти. Деякі з основних методів, що використовуються для обережного вилучення артефактів або для забезпечення цілісності залишків місця для майбутніх досліджень і збереження місця, є такими: аерофотозйомка — для обстеження місця, стратиграфічні вимірювання — які документують шари ґрунту, щоб допомогти у датуванні місця, археологічна розвідка — яка передбачає обхід землі та пошук об'єктів і складання планів місця для реєстрації розташування об'єктів і останків на місці.

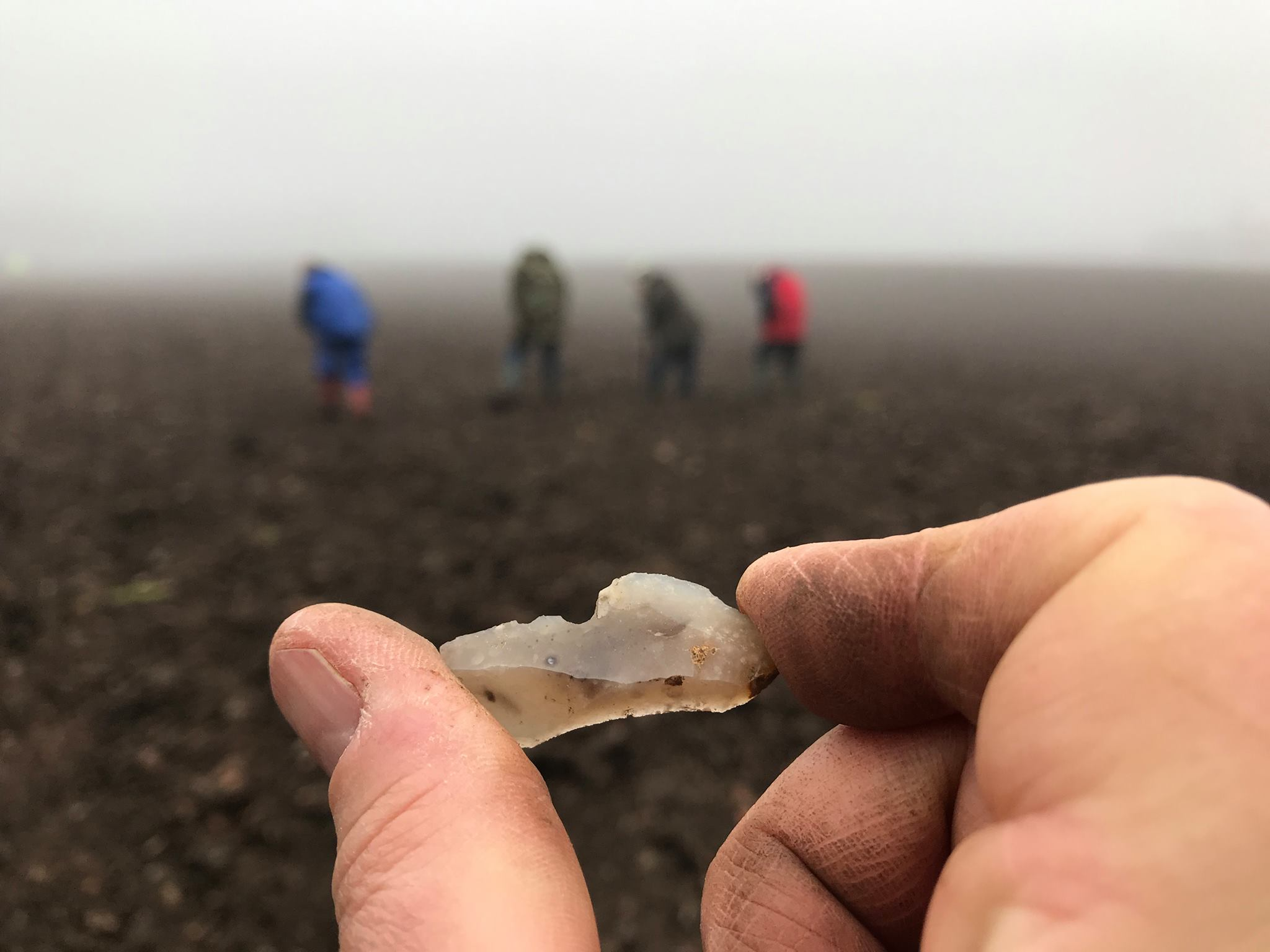
Мезолітична стоянка Дісайд, знайдена під час польових досліджень

За допомогою аерофотозйомки можна виявити кілька важливих маркерів археологічних пам'яток, таких як; тіньові мітки, мітки обрізання та ґрунту. Археологи також використовують ряд методів під час розкопок, щоб виявити матеріали, включаючи; риття пробних котлованів, створення траншей і використання методу прямокутної сітки або квадрантів для відстеження різних ділянок ділянки.
Деякі з технологій, що використовуються для пошуку і виявлення матеріалів на доісторичних археологічних об'єктах, включають: вимірювачі електричного опору, які допомагають знаходити об'єкти під землею без руйнування, лазерні теодоліти, які допомагають скласти карту розташування об'єкта, супутникову зйомку, яка використовує супутники для отримання повітряного огляду об'єкта, лідар, який використовує лазери для сканування об'єктів під землею, і гідролокатор, який використовує звукові хвилі для сканування землі в пошуках об'єктів. Жоден із цих методів не використовується лише в доісторичній археології, більшість археологічних методів можна використовувати в багатьох різних підгалузях археології.

## Проблеми на місцях
Існує величезна кількість труднощів, з якими стикається доісторична археологія, включаючи; деградація місця, що дуже ускладнює розуміння місця, оскільки стирає докази, які могли бути корисними для отримання розуміння цивілізації. Деградація місця може посилюватися зміною клімату, оскільки часто доісторичні місця є делікатними через природу їхнього віку, наприклад, матеріальні докази, такі як текстильна тканина, яка, можливо, збереглася з давнини в рідкісних контекстах через поховання, може бути втрачена через до верхніх шарів сайту, що розкривається. Однак, як сказали космолог Мартін Ріс і астроном Карл Саган, «відсутність доказів не є доказом відсутності», що є дуже актуальним у галузі доісторичної археології, оскільки часто археологам доводиться працювати з відсутніми частинами та теоретизувати, щоб зрозуміти місце. Через значні прогалини, які існують у доісторичних записах, багато періодів часу, винаходів і матеріалів — особливо тих, що були виготовлені з швидкопсувних матеріалів, таких як дерево чи текстильні тканини, — були втрачені з плином часу або їх неймовірно важко знайти через умови, які повинні були існувати для того, щоб вони збереглися. Саме через ці прогалини, щоб зрозуміти знайдені речові докази, доісторичні археологи, як і їхні колеги в суміжних галузях археології, повинні робити обґрунтовані припущення щодо того, що там є і що має бути на основі знахідок, які вони мають у своєму розпорядженні. Різноманітність теорій щодо призначення об'єктів чи місць, наприклад, зобов'язує археологів критично підходити до всіх доказів і перевіряти власні уявлення про минуле. Структурний функціоналізм і процесуалізм — дві школи археологічної думки, які зробили великий внесок у доісторичну археологію.
Іншими питаннями в галузі доісторичної археології, які також впливають на будь-яку іншу галузь археології, є етика вилучення артефактів та/або зберігання знахідок у музеях. Це моральне питання є тонким балансом у доісторичній археології, оскільки до всіх знахідок і тіл потрібно ставитися з повагою, але археологи також бажають вивчати їх, щоб покращити своє розуміння різного походження людства.